# GTIN
Глобальний номер товарної позиції (англ. Global Trade Item Number, GTIN) — 14-розрядний міжнародний номер товару, призначений для використання в комп'ютерних системах. Розроблений та підтримується міжнародною організацією GS1. Кодування розроблено щоб виробники товару могли без попередніх погоджень із реалізаторами промаркувати його, а реалізатори на основі такого маркування могли без будь-якої підготовки здійснювати всі необхідні облікові операції, не плутаючи його із іншими товарами.
Ідентифікатори GTIN-14 можна нанести на пакування як у цифровому вигляді, так й у вигляді лінійного штрихового коду ITF-14. Цей штрих-код добре пристосований для нанесення на грубі, волокнисті поверхні, такі як гофрокартон тощо.

## Варіанти кодування
Наразі для зберігання номера товару в комп'ютерних базах даних рекомендується відводити окреме поле GTIN довжиною 14 розрядів. У це поле GTIN можна вмістити всі чинні варіанти товарних номерів:
- UPC-E/EAN-8 (GTIN-8);
- UPC-A (GTIN-12);
- EAN (GTIN-13);
- GTIN-14 — призначено для товарів, що не продаються в роздрібній торгівлі; таке маркування зазвичай застосовують для гуртових пакунків та великих партій товарів змінної кількості (таких як головки сиру чи мотки пряжі).

Коротші номери (EAN-8, UCC-12 і EAN-13) вміщуються в 14-розрядне поле зі зсувом управо й використанням нулів на порожніх полях зліва:
| Варіант кодування  | розташування цифр у форматі GTIN | розташування цифр у форматі GTIN | розташування цифр у форматі GTIN | розташування цифр у форматі GTIN | розташування цифр у форматі GTIN | розташування цифр у форматі GTIN | розташування цифр у форматі GTIN | розташування цифр у форматі GTIN | розташування цифр у форматі GTIN | розташування цифр у форматі GTIN | розташування цифр у форматі GTIN | розташування цифр у форматі GTIN | розташування цифр у форматі GTIN | розташування цифр у форматі GTIN |
| ------------------ | -------------------------------- | -------------------------------- | -------------------------------- | -------------------------------- | -------------------------------- | -------------------------------- | -------------------------------- | -------------------------------- | -------------------------------- | -------------------------------- | -------------------------------- | -------------------------------- | -------------------------------- | -------------------------------- |
| Position of digits | T1                               | T2                               | T3                               | T4                               | T5                               | T6                               | T7                               | T8                               | T9                               | T10                              | T11                              | T12                              | T13                              | T14                              |
| GTIN-14            | N1                               | N2                               | N3                               | N4                               | N5                               | N6                               | N7                               | N8                               | N9                               | N10                              | N11                              | N12                              | N13                              | N14                              |
| GTIN-13            | 0                                | N1                               | N2                               | N3                               | N4                               | N5                               | N6                               | N7                               | N8                               | N9                               | N10                              | N11                              | N12                              | N13                              |
| GTIN-12            | 0                                | 0                                | N1                               | N2                               | N3                               | N4                               | N5                               | N6                               | N7                               | N8                               | N9                               | N10                              | N11                              | N12                              |
| GTIN-8             | 0                                | 0                                | 0                                | 0                                | 0                                | 0                                | N1                               | N2                               | N3                               | N4                               | N5                               | N6                               | N7                               | N8                               |

## Структура коду
Структура коду залежить від обраного варіанту кодування, у будь-якому випадку остання цифра коду є контрольною.